# Педагогический процесс
Педагогический процесс — специально организованное взаимодействие старшего (обучающего) и младшего (обучаемого) поколений с целью передачи старшими и освоения младшими социального опыта, необходимого для жизни и труда в обществе.
Выражение «педагогический процесс» введено П. Ф. Каптеревым (1849—1922). Им же раскрыты его сущность и содержание в труде «Педагогический процесс» (1904)..